# Héctor Infanzón
Héctor Infanzón (Ciudad de México, México; 25 de abril de 1959). Pianista, compositor, arreglista y productor mexicano.
Comenzó sus estudios formales de piano en 1976 en la Escuela Superior de Música y posteriormente en la Escuela Nacional de Música. 
Durante su formación ofreció recitales regularmente en las salas más conocidas de la Ciudad de México donde también fue solista invitado con la Orquesta de Cámara de Bellas Artes.
Paralelamente a su formación clásica, estuvo siempre interesado en la música popular, colaborando con distintas agrupaciones de música afrocaribeña, folclórica y rock, así como con diferentes artistas de música pop, todas estas influencias que aún ahora permanecen en sus composiciones.
En 1985 Héctor Infanzón estudió en Berklee College of Music, experiencia que determinó su acercamiento al jazz.
Desde entonces, Héctor se ha dedicado por completo a este género. En 1989 forma el trío llamado Antropóleo, que se convertiría en uno de los grupos más importantes de la escena musical de México.
Pero es hasta 1991 que forma el cuarteto que lleva su nombre con quienes, desde entonces, se ha presentado en los principales festivales del país y del extranjero, teniendo maravillosos comentarios de parte de la crítica.
Paralelamente a su actividad como ejecutante y compositor, es un solicitado arreglista.
En 1993 grabó De manera personal (In a personal mood), su primer disco compacto como solista y debido a su trayectoria, fue invitado a participar en el Festival Internacional de Jazz, realizado en La Habana, Cuba, representando a México. De la misma forma, ha participado en otros festivales similares efectuadas en Nueva Orleans y Nueva Jersey, en los Estados Unidos, país donde fue aclamado por la crítica especializada
En octubre del mismo año, el reconocido pianista de Puerto Rico, Papo Lucca le comisiona que arregle para su orquesta un medley para la celebración de los 40 años de La Sonora Ponceña llevado a cabo en el Madison Square Garden, Nueva York.
Durante 1997 la reconocida cantante peruana Tania Libertad le comisiona dos arreglos para su CD "Himno al Amor" con la Orquesta Filarmónica de la Ciudad de México (OFCM).
Y en el mismo año, el titular de la OFCM le solicita los arreglos para la orquesta con motivo del aniversario del Auditorio Nacional.
Héctor Infanzón fue comisionado en dos ocasiones por el titular de la Orquesta Filarmónica de Acapulco para escribir arreglos de música tradicional de Guerrero para sus CD vol. I y II. Al igual que lo fue por el titular de la Orquesta Filarmónica de Querétaro para escribir siete arreglos para esta orquesta.
Desde 1996, colabora con la reconocida productora de cine Gabriella Martinelli, ("Romeo and Juliet", "Naked Lunch", "Madame Butterfly", etc.) para la producción del CD titulado "Taboo Blues" con composiciones originales de ambos, editado en Canadá en 1998.
En el año 2000, grabó su segundo CD titulado "Nos Toca", en el que interpreta temas originales, combinando el lenguaje jazzístico con elementos de música afrocaribeña.
Además de sus actividades como ejecutante, compositor y arreglista, Héctor Infanzón ha sido pianista y director musical de muchos de los reconocidos artistas pop en México tales como: Emmanuel, Armando Manzanero, Mijares, Eugenia León, Tania Libertad, Betsy Pecanins, Guadalupe Pineda, Maldita Vecindad, por nombrar solo algunos.
Con estos artistas ha participado en los festivales más importantes de música pop en países como: Canadá, Estados Unidos, Francia, Alemania, Holanda, España, Portugal, Argentina, Uruguay, Chile, Perú, Venezuela, Colombia, Guatemala, Cuba, República Dominicana y Puerto Rico.
Por su versatilidad Héctor fue llamado para integrarse al grupo del reconocido artista Ricky Martin para la gira mundial "Livin la vida loca" 1999-2001 recorriendo numerosas ciudades de Estados Unidos, Canadá, Europa y Asia.
A lo largo de su carrera Héctor ha tenido la oportunidad de tocar también con artistas como: Carlos Santana, José Feliciano, Papo Lucca, Johnny Pacheco, Jeff Berlin, Dave Valentin, entre otros. Y ha colaborado con reconocidos directores como Fernando Lozano, José Guadalupe Flores, Eduardo Diazmuñoz, José Areán, Andrés Orozco Estrada, Román Revueltas, Eduardo Álvarez y Rodrigo Macías.
Como compositor ha escrito música para quinteto de cuerdas, la obertura para el espectáculo "Storm" en Las Vegas, así como música para cine, teatro y videos.
Ha sido nominado en dos ocasiones al premio Las lunas del Auditorio. Por su trayectoria, recibió del SUTM las preseas Lira de Oro y Mario Ruiz Armengol. Es miembro del Sistema Nacional de Creadores de Arte.

"...  la improvisación es para mi el  medio donde puedo expresar todas mis emociones , mis ideas y  la manera  personal que concibo el mundo; a través de la improvisación puedo explorar diferentes formas musicales, es por eso que trato de  experimentar con diferentes elementos musicales  cada vez que toco y compongo ... "
Héctor Infanzón.

## Discografía
| Año  | Producción                                  |
| ---- | ------------------------------------------- |
| 1993 | De manera personal (In a personal mood)     |
| 2000 | "Nos Toca"                                  |
| 2004 | Impulsos" (CD Doble)                        |
| 2007 | Citadino'                                   |
| 2012 | "El Devenir de la Noche" (Música de Cámara) |